# 800MHz帯
800MHz帯（800メガヘルツたい）は、およそ 710 - 960MHzの範囲内の周波数帯である。波長は、35cm程度。ゴールデンバンドや、日本国内ではプラチナバンド等と呼ばれることがある。
この記事では便宜上800MHz帯前後の周波数である700MHz帯（band 28相当）/850MHz帯（band 5相当）/900MHz帯（band 8相当）の事も取り扱う。

## 概要

### 周波数範囲
700MHz帯、850MHz帯、900MHz帯を含め明確な定義は無いものの710 - 960MHzの範囲とされるのは、日本では710MHz以下がテレビジョン放送に、960MHz以上が国際共通の航空航法用のDMEやタカンに割り当てられている

からである。
従前は770MHzまでが放送用

であった。
これは、テレビ放送用周波数帯を圧縮し、空いた周波数帯を他の用途に転用したためである。
諸外国でもテレビの周波数に多少の差こそあれ同様な事情であり、この範囲は各国の裁量で割り当てできることもあって、国際的に統一することは困難である。

### 用途
ワイヤレスマイク（ラジオマイク）、携帯電話・自動車電話（方式はUMTS800/850、GSM850/900、CDMA850など、事業者はNTTドコモ、KDDI／沖縄セルラー電話（以下「OCT」と略す）、ソフトバンク、楽天モバイル、MCA無線、FPU、STL、パーソナル無線、テレメータ、テレコントロール（遠隔操作）、移動体識別（RFID、電子タグ）等に使われている。米国では、FCCが1974年、セルラー電話用に割り当てて1983年の商用サービス以来、今日でも携帯電話に使われている帯域である。

### 無線回路
以前は、非常に高価なマイクロ波用の部品を使う必要があり、安価に提供することが出来なかった。また、部品形状が大きかったのはもちろん、集中定数回路と分布定数回路を組み合わせて構成されるのが普通であったため大型だった。しかし、近年はIC化や部品の小型化が急速に進み安価で小型になった。

### アンテナ
アンテナの長さは、λ/2アンテナで17cm程度、λ/4アンテナで8cm程度であるので、携帯用の機器への搭載が容易である。もちろん、周波数がさらに高くなればより短くなるので、さらに搭載が容易になるが、電波の飛びが直線的となり送受信が悪くなってくるため、携帯性と電波の飛びの点で（移動体通信事業者において）、最も実用上のバランスが取れているのが、この周波数帯である。

## 日本

### 歴史
- 1970年代以前 - 固定多重無線等に利用。
- 1970年（昭和45年） - 800MHz帯アナログ自動車電話方式の開発開始。
- 1975年（昭和50年） - 800MHz帯の実現性を確認
- 1976年（昭和51年） - 電電公社（後のNTT）が800MHz帯アナログ自動車電話方式を実用化。
- 1979年（昭和54年） - 世界初のアナログ自動車電話サービスを電電公社が開始（下り860-885MHz、上り915-940MHz）。
- 1982年（昭和57年） - MCA無線サービス開始（下り850-860MHz、上り905-915MHz）。パーソナル無線許可（903-905MHz）。
- 1986年（昭和61年） - NTT（現：NTTドコモ）が航空機公衆電話サービスを開始（下り830-832MHz、上り885-887MHz）。
- 1987年（昭和62年） - 日本シティメディアがテレターミナルサービス（後にドコモに譲渡）を開始（下り838-843MHz、上り893-898MHz）。MCA無線がナロー化（下り834-838MHz・850 - 860MHz、上り889 - 893MHz・905-915MHz）。
- 1988年（昭和63年） - IDO（日本移動通信、現：KDDI）がNTT大容量方式アナログ自動車電話サービスを開始（下り860-870MHz、上り915-925MHz）。NTTがNTT大容量方式アナログ自動車電話サービスを開始（下り870-887MHz、上り925-942MHz）。マリネットホンサービス開始（下り832-834MHz、上り887-889MHz）。コンビニエンス・ラジオ・ホンサービス（CRP、下り815 - 821MHz、上り885 - 887MHz）開始。地域防災無線開始（下り846-850MHz、上り901-903MHz）。
- 1989年（平成元年） - 関西セルラー電話（現：KDDI）がTACS（JTACS）方式アナログ自動車電話サービスを開始（下り860-870MHz、上り915-925MHz）。特定ラジオマイク（779-806MHz）・B型特定小電力ラジオマイク（806-809.875MHz）使用開始。
- 1990年（平成2年） - 空港無線電話サービス開始（下り 885-887MHz、上り 830-832MHz）。
- 1991年（平成3年） - IDOがTACS（JTACS）方式アナログ携帯・自動車電話サービスを開始（下り843-846MHz・860-870MHz、上り898-901MHz・915-925MHz）。
- 1993年（平成5年） - NTTドコモがPDC方式デジタル携帯・自動車電話サービスを開始（下り810-818MHz、上り940-948MHz）。北米でD-AMPS方式デジタル携帯・自動車電話サービスを開始（上り824-849MHz、下り869-894MHz）。
- 1994年（平成6年） - IDOがPDC方式デジタル携帯・自動車電話サービスを開始（下り818-826MHz、上り948-956MHz）。
- 1997年（平成9年） - CRP、マリネットホンのサービス終了。
- 1998年（平成10年） - DDIセルラー電話グループ（現：KDDI・沖縄セルラー電話）がcdmaOneデジタル携帯・自動車電話サービスを開始。
- 1999年（平成11年） - IDOがcdmaOneデジタル携帯・自動車電話サービスを開始。
- 2000年（平成12年） - NTTドコモがテレターミナルサービスを廃止。周波数は自社のPDC方式デジタル携帯・自動車電話サービスに転用。
- 2002年（平成14年）
  - 4月1日 - KDDI・沖縄セルラー電話がauのCDMA 1X（CDMA2000）のサービス（Band Class 3、旧800MHz（L800MHz）帯）を開始。
  - 10月31日 - 電波の利用状況の調査等に関する省令制定。電波の周波数帯を770MHzと3.4GHzで3区分し各周波数帯毎に3年周期で調査する。
- 2003年（平成15年） - MCA無線のデジタル化開始（下り850-860MHz、上り905-915MHz）。
- 2004年（平成16年） - 航空機公衆電話終了、MCA無線の下り834-836MHz・上り889-891MHzへの割当て終了。
- 2005年（平成17年） - NTTドコモがW-CDMA方式（FOMAプラスエリア、Band 6）IMT-2000携帯電話サービスを開始。RFID用構内無線局に割当て（953MHz）。
- 2006年（平成18年） - KDDI・沖縄セルラー電話がauの新周波数（Band Class 0 Band Subclass 2、新800MHz（N800MHz）帯）の使用を開始。RFID用特定小電力無線局に割当て（953.5MHz）。
- 2007年（平成19年） - MCA無線の下り836-838MHz・上り891-893MHzへの割当て終了。
- 2008年（平成20年） - 空港無線電話への割当て終了。テレメータ・テレコントロール・データ伝送用特定小電力無線に割当て（951-957.5MHz）。
- 2009年（平成21年） - 特定ラジオマイクにデジタル方式（770-797.25MHz）導入。
- 2010年（平成22年） - RFID用構内無線・簡易無線（954.2MHz）及び特定小電力無線（954.8MHz）に割当て。
- 2011年（平成23年）
  - 5月31日 - 地域防災無線への割当て終了（東日本大震災の災害救助法適用区域は8月31日終了）。
  - 7月24日 - 岩手、宮城、福島の3県以外におけるアナログテレビジョン放送終了、多くの地域でテレビ53-62ch帯（710-770MHz）が開放される。
  - 11月2日 - 総務省電波利用ホームページに700/900MHz帯周波数再編ポータルサイト[5]が追加。
  - 12月14日 - 755-765MHzを高度交通システムに割当て。
- 2012年（平成24年） 
  - 1月20日 - パーソナル無線の特定周波数終了対策機関に協和エクシオが指定[6]。
  - 3月31日 - NTTドコモのmova、日本のアナログテレビジョン放送終了。
  - 4月30日 - 再編対象となるMCA無線の新規免許申請受付終了。
  - 7月22日 - KDDI・沖縄セルラー電話がauの旧800MHz（L800MHz、Band Class 3、JTACS）帯の使用を終了[7]。
  - 7月25日 - ソフトバンクモバイル（以下、「SBM」と略す。現ソフトバンク）が新規に獲得した900MHz帯の一部（5MHz幅×2）を使用してW-CDMA（HSPA+）方式によるサービス（プラチナバンド）を開始[8]。MCA無線に上り930-940MHzが割り当てられ905-915MHzから移行開始。テレメータ・テレコントロール・データ伝送・電子タグ用構内無線・簡易無線・特定小電力無線に915-928MHzが割り当てられ950-958MHzから移行開始。
  - 11月2日 - KDDI・沖縄セルラー電話が、auの新800MHz帯（10MHz幅×2）にてLTEサービス（au 4G LTE）を開始[9]。ちなみに、同年9月21日には、2.1GHz帯でのサービスを先行開始。
  - 11月16日 - NTTドコモが、新800MHz帯（5MHz幅×2および10MHz幅×2）にてLTEサービス（Xi）を開始[10]。
  - 12月7日 - 電波の利用状況の調査等に関する省令における周波数帯の境界が770MHzから714MHzに変更[11]。
  - 12月31日 - 950MHz帯RFIDシステムの新規免許申請受付終了。
- 2013年（平成25年） 3月31日 - 地上デジタルテレビジョン放送のチャンネルリパック作業を完了、テレビ53-62ch帯（710-770MHz）の再利用が日本全国で可能となる。
- 2014年（平成26年）
  - 3月31日 - 1.5GHz帯MCA無線からの移行に関わる再編対象のMCA無線の免許申請受付終了。
  - 7月4日 - Jリーグの審判無線に928.6、928.8、929MHzを免許[12]。
  - 夏頃 - SBMがW-CDMA方式を運用していない残りの900MHz帯（10MHz幅×2）にてLTEサービス（SoftBank 4G LTE）を順次開始[8]。
- 2015年（平成27年） 
  - 不明 - NTTドコモが、700MHz帯（10MHz幅×2）にてLTEサービス（Xi）を順次開始。
  - 6月以降 - KDDI・OCT連合が、700MHz帯（10MHz幅×2）にてLTEサービス（au 4G LTE）を順次開始。
  - 11月30日 - パーソナル無線への割当て終了及び廃止並びにSTL回線への割当て（958-960MHz）終了。
    - パーソナル無線の既設局で免許の有効期限が「平成27年12月1日」以降であるものは、経過措置としてその日まで使用できる[13]。

  - 12月以降 - ソフトバンク・ウィルコム沖縄が、700MHz帯（10MHz幅×2）にてLTEサービスを順次開始。
- 2017年（平成29年） 
  - 9月30日 - テレメータ・テレコントロール・データ伝送・電子タグ用の簡易無線業務への915-928MHzの割当て終了[14]。
    - 一般業務用への割当ては継続されており以後は陸上移動局として免許される。従前の簡易無線局も陸上移動局にみなされる。
- 2018年（平成30年）
  - 3月31日 - MCA無線への905-915MHzの割当て及びアナログの使用並びに構内無線・簡易無線・特定小電力無線への950-958MHzの割当て終了。
  - 7月10日 - 700MHz帯および900MHz帯の周波数再編は、5月末をもってほぼ全ての周波数移行が完了と発表[15]。
    - 概要は「700/900MHz帯の周波数再編」[16]参照
- 2019年（平成31年） 3月31日 - FPU（770-806MHz）及び特定ラジオマイクへの割当て終了。

### 送受信周波数配置
長らく、移動機の送信周波数が受信周波数よりも高く配置されていた。これは世界の標準とは逆である。自動車電話を導入する際、移動機の送信波が、テレビ受像機に対してイメージ混信を生じさせる可能性があったためである。電電公社と郵政省が伊勢でおこなったフィールド実験では、ほとんど差異はなかったが、安全側に振る判断がされた。決定当初から、この配置は国際的な流れに反する物であったが、当時の関係者の判断で決まった。なお、他国においてもイメージ混信の可能性はあったが、日本に倣うことは無かった。

### 携帯電話の周波数再編
この項での700MHz帯、新800MHz帯、900MHz帯は携帯電話事業者関係での通称である。
2011年12月14日、総務省告示周波数割当計画が改正

され、810-850MHz、860-901MHzおよび915-940MHzの間に歴史的経緯からばらばらに各社に割り当てられていた電気通信業務用（携帯無線通信用）周波数は、
2012年7月24日までに整理し810-850MHz、860-915MHzおよび945-960MHzに再割り当てされること

となった。
周波数の組合せは次表のとおり。
| 移動局用（上り） | 基地局用（下り） | 備考       |
| ---------------- | ---------------- | ---------- |
| 815-845MHz       | 860-890MHz       | 新800MHz帯 |
| 900-915MHz       | 945-960MHz       | 900MHz帯   |

一方、電気通信業務用などへの割当てを予定していた710-770MHzは、710-750MHzを電気通信業務用に、750-770MHzを公共業務用や放送事業用に割り当てることとなった。
前述のテレビ受像機への干渉対策として上下周波数が逆転している問題も解消され、国際ローミング端末の開発も容易となることが期待される。
同時にauの新800MHz帯に対応しない端末シリーズ（全てのcdmaOneシリーズ、および周波数再編後に発売されたM2M専用端末のあんしんGPS KYS11を除くCDMA 1X（CDMA2000 1X。のちのau 3G）シリーズ）、ごく一部を除くCDMA 1X WIN（EV-DO。後のau 3G）シリーズの2003年冬モデル - 2007年夏モデル、au ICカードを用いない端末）は2012年7月23日以降に使用不可となり、movaもこれより早い2012年3月31日にサービスを終了した。
また、再割当て後の周波数帯に干渉するmova、auの一部帯域も段階的に停波され、影響を受けない範囲でFOMAプラスエリアやauの新800MHz帯など、再編後の周波数に合わせた運用が順次開始されている。
なおKDDI/OCT連合は、2012年にauの新800MHz帯にてLTEサービス（au 4G LTE）を開始した（新規獲得の1.5GHz帯をサブバンドの位置づけで併せて利用）。NTTドコモは、FOMAプラスエリアの帯域を拡張し、従来のUMTSバンド6を包括したUMTSバンド19としても利用を開始した。
2012年2月29日、900MHz帯のSBMへの割当てが決定された
。また、700MHz帯については10MHz幅×2を3事業者へ割り当てる予定である事も合わせて発表され、
今回取得できなかったNTTドコモ、KDDI・OCT連合、イー・アクセス（現ソフトバンク）に割り当てられると見られた。
また、700MHz帯が割り当てられればプラチナバンドを持っていない携帯電話事業者がなくなるため、携帯電話事業者間の周波数帯による電波品質の差はほぼ無くなると見込まれた。
総務省案では、上り718-748MHz/下り773-803MHzを予定している。これは環太平洋地域で策定が見込まれるAWFバンドの一部に相当するが、北米のSMHバンドとは合致しない。
2012年4月17日、周波数割当計画が改正

され、714-750MHzおよび770-806MHzを電気通信業務用（携帯電話通信用）に割り当てること

となった。
770-806MHzは2019年3月までFPUと特定ラジオマイクと共用するのが条件である。
周波数の組合せは次表のとおり。
| 移動局用（上り） | 基地局用（下り） | 備考     |
| ---------------- | ---------------- | -------- |
| 718-748MHz       | 773-803MHz       | 700MHz帯 |

2012年6月27日、NTTドコモ、KDDI・OCT連合、イー・アクセスの特定基地局の開設計画が認定

され、それぞれ10MHz幅×2が割り当てられた。
周波数の組合せは次表のとおり。
| 事業者         | 移動局用（上り） | 基地局用（下り） |
| -------------- | ---------------- | ---------------- |
| KDDI・OCT連合  | 718-728MHz       | 773-783MHz       |
| NTTドコモ      | 728-738MHz       | 783-793MHz       |
| イー・アクセス | 738-748MHz       | 793-803MHz       |

その後、3GPPでは、3つの帯域を包括した「バンド28」（APTバンド相当）を設定したため、SIMフリーの端末での3グループ間の相互利用などができるようになる予定（データ通信とVoLTEに関しては、という話）。
2015年3月30日、700MHz帯が、既存のFPUと特定ラジオマイクの全利用者と携帯電話事業者の合意により、共用が開始された。

#### 経過措置
700MHz帯の基地局用周波数の773-803MHzは710-770MHz（旧テレビ53-62ch）に隣接している。すでにテレビ放送は470-710MHz（13-52ch）に限定されているが、テレビ受信に旧式ブースター（増幅器）を使用していると、旧式ブースターは13-62chの電波を増幅するので、基地局の電波により飽和して受信障害を起こすおそれがある。携帯電話事業者は基地局を開設しようとする際には周辺のテレビ受信設備に受信障害対策の必要性を確認し、その実施を要することとなる。この対策を行うのは携帯電話事業者が共同で設立した700MHz利用推進協会で、対策費用は全て同協会が負担するので視聴者に対する費用請求は無い。
基地局用周波数はまた、2019年3月までFPUや特定ラジオマイクと共用する。700MHz利用推進協会は共用調整の窓口を開設し、既存事業者との運用調整の仲立ちをする。運用調整とは、既存事業者の使用中は携帯電話基地局の出力低減または停止をすることである。700MHz利用推進協会はまた既存事業者に新周波数帯への移行促進措置も実施する。これは電波法令に基づき、移行に要する費用を携帯電話事業者が負担するものである。

## 日本における周波数の割り当て状況
| オペレータ             | 周波数帯 及び バンド | 周波数帯 及び バンド | 周波数帯 及び バンド | 周波数帯 及び バンド | 周波数帯 及び バンド |
| オペレータ             | 700MHz帯             | 800MHz帯             | 800MHz帯             | 800MHz帯             | 900MHz帯             |
| オペレータ             | バンド28             | バンド18             | バンド19             | バンド26             | バンド8              |
| ---------------------- | -------------------- | -------------------- | -------------------- | -------------------- | -------------------- |
| NTTドコモ              | ○                    | ×                    | ○                    | ○                    | ×                    |
| au(KDDI/沖縄セルラー)  | ○                    | ○                    | ×                    | ○                    | ×                    |
| ソフトバンク           | ○                    | ×                    | ×                    | ×                    | ○                    |
| 楽天モバイル           | ○                    | ×                    | ×                    | ×                    | ×                    |
| UQコミュニケーションズ | ×                    | ×                    | ×                    | ×                    | ×                    |
| Wireless City Planning | ×                    | ×                    | ×                    | ×                    | ×                    |

※本記事で取り扱う、800MHz帯及び前後の周波数のみ記載

## インド
インドでは、通信基盤の整備を促進するため、2010年10月の3G周波数オークション（2100MHz帯・2300MHz帯）の実施以降、オークション形式で周波数の割り当てが実施されている。
800MHz帯は2013年・2015年・2016年、900MHz帯は2014年・2015年・2016年に周波数オークションが実施された。

## アメリカ
アメリカ合衆国では「Public Safety Band」（公共安全バンド。警察、消防用）にも使用されている。

## 欧州
703MHz - 733MHzと758MHz - 788MHzは5G向けに、791MHz - 821MHzと832MHz - 863MHzはLTE向けに、868 - 870MHzはLPWA (無線)向けに、880MHz - 915MHzと925MHz - 960MHzはLTE向けに割り当てされている。